# 菲利普·彼得鲁舍夫
菲利普·彼得鲁舍夫（2000年4月15日—），塞尔维亚男子篮球运动员，2017年欧洲U18男子篮球锦标赛金牌得主、2018年欧洲U18男子篮球锦标赛金牌得主、2023年国际篮联篮球世界杯银牌得主、2024年夏季奥林匹克运动会男子铜牌得主。